# Beate Kennedy
Beate Kennedy (geb. 1962) ist eine deutsche Gymnasiallehrerin und Germanistin, die wesentlich zur literaturwissenschaftlichen Erforschung des Werks der deutschen Autorin Irmgard Keun (1905–1982) beigetragen hat. Neben ihrer Dissertation zu narrativen Verfahren und literarischer Autorschaft im Gesamtwerk Keuns gab sie dieses, gemeinsam mit Heinrich Detering, in einer kommentierten Neuausgabe heraus. Sie ist seit 2013 Bundesvorsitzende im Fachverband Deutsch im Deutschen Germanistenverband und Vorsitzende der Wilhelm-Lehmann-Gesellschaft.

## Leben
Nach einer Ausbildung zur Waldorfpädagogin und Tätigkeit in diesem Bereich studierte Beate Kennedy Deutsch und Englisch für das Lehramt an Gymnasien an der Christian-Albrechts-Universität zu Kiel. In den Nebenfächern belegte sie Philosophie und Pädagogik, als Zusatzfach Literaturvermittlung und Kulturmanagement. Sie war nach ihrem Studium als Lehrbeauftragte am Institut für Neuere Deutsche Literatur und Medien tätig. Am 5. Februar 2005, zu Irmgard Keuns 100. Geburtstag, realisierte sie eine literarische Revue mit Studierenden und übernahm die Konzeption einer begleitenden Ausstellung zu Keuns Leben und Werk in der Stadtbücherei Kiel. Seit 2006 unterrichtet Beate Kennedy am Regionalen Berufsbildungszentrum (RBZ) Wirtschaft in Kiel, u. a. im Medienprofil. Seit 2012 ist sie auch Mitarbeiterin im Leitungsteam des Beruflichen Gymnasiums. Von 2010 bis 2013 war sie die zweite Vorsitzende des Fachverbands Deutsch in Schleswig-Holstein.
2013 promovierte Beate Kennedy mit einer Arbeit über die Autorin Irmgard Keun an der Georg-August-Universität Göttingen. Rolf Löchel bezeichnete die 2014 beim Verlag De Gruyter publizierte Monografie in seiner Rezension für literaturkritik.de als „Bereicherung der Keun-Forschung“. Beate Kennedy habe „Keuns Werk aus dem biographistischen Korsett befreit [...] in das es bis in die jüngere Vergangenheit hinein von allzu vielen LiteraturwissenschaftlerInnen gezwängt wurde.“ Kennedy gab 2017, zusammen mit ihrem Doktorvater, dem Literaturwissenschaftler Heinrich Detering, im Auftrag der Deutschen Akademie für Sprache und Dichtung und der Wüstenrot Stiftung das Gesamtwerk Irmgard Keuns in drei Bänden heraus. Diese Neuausgabe, bei der es sich um die erste vollständige und kommentierte Werkausgabe handelt, versammelt alle überlieferten Texte der Autorin von der Weimarer Republik bis in die 1960er Jahre. In einem umfassenden Kommentar zeichnen Kennedy und Detering die Entstehungs- und Rezeptionsgeschichte nach, kontextualisieren Keuns Texte und beschreiben ihre erzählerischen Verfahren. Es handelt sich um ein Standardwerk, das in den Feuilletons der großen deutschsprachigen Zeitungen wie der Frankfurter Rundschau, der Süddeutschen Zeitung, der Frankfurter Allgemeinen Zeitung und Der Welt gewürdigt wurde.
In ihrer Funktion als Bundesvorsitzende im Fachverband Deutsch im Deutschen Germanistenverband (seit 2013) ist Beate Kennedy Mitherausgeberin der Mitteilungen des Deutschen Germanistenverbandes. Neben ihrer Tätigkeit als Lehrerin bietet sie auch Fortbildungsveranstaltungen für Lehrkräfte im Fach Deutsch an. Sie organisierte die Germanistentage in Kiel (2013), Bayreuth (2016) und Saarbrücken (2019) mit. Seit 2013 ist sie Vorsitzende der Wilhelm-Lehmann-Gesellschaft und der Jury des Wilhelm-Lehmann-Literaturpreises der Stadt Eckernförde, der alle zwei Jahre verliehen wird. Kennedy ist auch für die jährlich im Mai veranstalteten Lehmann-Tage und die Organisation von Lesungen zuständig. 2018 fand in Kooperation mit dem Museum Eckernförde eine Jubiläumsveranstaltung und Sonderausstellung zum 50. Todesjahr von Wilhelm Lehmann statt.
Beate Kennedy ist mit dem Architekten Dietrich Fröhler verheiratet und Mutter von vier Kindern.

## Veröffentlichungen

### Monografie
- Irmgard Keun: Zeit und Zitat. Narrative Verfahren und literarische Autorschaft im Gesamtwerk. de Gruyter, Berlin 2014, ISBN 978-3-05-006464-2 (Zugleich: Universität Göttingen, Diss., 2013).

### Herausgeberschaften
Mitteilungen des Deutschen Germanistenverbandes (V & R unipress, Göttingen):
- Bd. 62/3: Erzählen. Hg. von Martin Huber und Beate Kennedy (Sept. 2015).
- Bd. 63/3: Professionelles Erzählen. Hg. von Beate Kennedy und Christian Plien (Okt. 2016).
- Bd. 65/4: Zeit. Hg. von Beate Kennedy und Nine Miedema (Nov. 2018).

Das Werk. Irmgard Keun. Hg. i. A. der Deutschen Akademie für Sprache und Dichtung und der Wüstenrot Stiftung von Heinrich Detering und Beate Kennedy. Mit einem Essay von Ursula Krechel. 3 Bände. Wallstein, Göttingen 2017, ISBN 978-3-8353-1781-9.
- Bd. 1: Texte aus der Weimarer Republik: 1931–1933
- Bd. 2: Texte aus NS-Deutschland, Texte aus dem Exil: 1933–1940
- Bd. 3: Texte aus der Nachkriegszeit und der Bundesrepublik: 1946–1962

### Ausstellungskatalog
- Dorothee Bieske, Beate Kennedy, Wolfgang Menzel: Der Wanderer und der Weg: Wilhelm Lehmann (1882–1968). Museum Eckernförde, 28. Oktober bis 6. Januar 2019.

### Artikel (Auswahl)
- Mit den Jahren klug geworden: „Das kunstseidene Mädchen“ von Irmgard Keun. Kletts Neuausgabe in der Reihe „Editionen für den Literaturunterricht“ mit neuen Materialien. In: literaturkritik.de, (10. März 2005).
- Ende eines Dornröschenschlafs. In: querelles.net, 6/17 (2005). doi:10.14766/381
- Einer aufrecht Gebeugten. Zum 25. Mal jährt sich am 5. Mai der Todestag der Schriftstellerin Irmgard Keun. In: literaturkritik.de, (7. Mai 2007).
- Die See, der Sand, der Schnee...und „Mehr Meer“: Ilma Rakusa reflektiert in ihren „Erinnerungspassagen“ das eigene Leben und Werk. In: literaturkritik.de, (23. November 2009).
- mit Almut Hoppe und Gerhard G. Kahlert: Literarhistorische Filmbiographien. In: Mitteilungen des Deutschen Germanistenverbandes. Bd. 57/1 (2010), S. 94–105.
- mit Peter Eisenberg und Albert Meier: 5. Wie sollen sich im Lehramtsstudium Sprach- und Literaturwissenschaft, Literatur- und Sprachdidaktik zueinander verhalten? In: Mitteilungen des Deutschen Germanistenverbandes. Bd. 59/2 (2012), S. 153–158.
- Sprache fördern und das Lehren lernen. Best Practice in Kiel: ein Modell für eine gelungene Kooperation von Schule, Universität, Landesbildungsinstitut, freier Wohlfahrtspflege und privatwirtschaftlicher Stiftung. In: Mitteilungen des Deutschen Germanistenverbandes. Bd. 60/1 (2013), S. 44–55.
- Aktuelles Forum: Frequenz der Furcht. Irmgard Keuns Roman. In: Mitteilungen des Deutschen Germanistenverbandes. Bd. 62/3 (2015), S. 290–312.